# São Pedro do Ivaí
São Pedro do Ivaí est une municipalité brésilienne située dans l'État du Paraná.